# Let the Dominoes Fall
Let the Dominoes Fall is het zevende studioalbum van de Amerikaanse punkband Rancid. Het is het eerste studioalbum waar de nieuwe drummer van de band, Branden Steineckert, aan mee heeft gewerkt. Het album is op 2 juni 2009 uitgegeven door het label van Tim Armstrong, Hellcat Records.

## Nummers
1. "East Bay Night" - 2:05
2. "This Place" - 1:03
3. "Up to No Good" - 2:40
4. "Last One to Die" - 2:23
5. "Disconnected" - 2:00
6. "I Ain't Worried" - 2:36
7. "Damnation" - 1:30
8. "New Orleans" - 3:04
9. "Civilian Ways" - 4:11
10. "The Bravest Kids" - 1:36
11. "Skull City" - 2:51
12. "LA River" - 2:35
13. "Lulu" - 2:11
14. "Dominoes Fall" - 2:43
15. "Liberty and Freedom" - 2:45
16. "You Want It, You Got It" - 1:36
17. "Locomotive" - 1:38
18. "That's Just the Way It Is Now" - 2:52
19. "The Highway" - 3:10
20. "Oil and Opium" (iTunes bonustrack)- 1:49

1. "Outgunned" (Japanse bonustrack) - 2:13